# Spelaeonethes mancinii
Spelaeonethes mancinii är en kräftdjursart som först beskrevs av Alessandro Brian 1913.  Spelaeonethes mancinii ingår i släktet Spelaeonethes och familjen Trichoniscidae. Inga underarter finns listade i Catalogue of Life.